# Cyphobrembana pellegrinensis
Cyphobrembana pellegrinensis är en kräftdjursart som beskrevs av Karl Wilhelm Verhoeff 1931. Cyphobrembana pellegrinensis ingår i släktet Cyphobrembana och familjen Trichoniscidae.

## Underarter
Arten delas in i följande underarter:
- C. p. restonensis
- C. p. pellegrinensis